# Casa Evens-McMullan
La Casa Evens-McMullan (también conocida como Magnolia Manor) es una residencia histórica ubicada en Greenville, Alabama, Estados Unidos.

## Historia
La casa fue construida a fines de la década de 1860 por Holden Evens, un maderero que seleccionó especialmente la madera utilizada en su construcción. Posteriormente fue comprada en 1891 por Frank McMullen, un joyero de Greenville.
La casa es de dos pisos y sigue la forma básica del estilo I-house, pero con un hastial que da al frente y un par de alas de un piso en la parte trasera. El porche delantero tiene soportes de celosía victoriana y enjutas. El interior cuenta con una escalera curva en el vestíbulo de entrada.
La casa fue incluida en el Registro Nacional de Lugares Históricos en 1986.